# Neysa Blay
Neysa Margarita Blay Brau (Cabo Rojo, Puerto Rico; 15 de mayo de 1988), más conocida como Neysa Blay, es una cantautora puertorriqueña.

## Historia
Hija de Luis Blay y Noemi Brau, ambos amantes de la música y quienes la introdujeron al mundo artístico. Muestra interés por el mundo del arte desde muy temprana edad realizando cursos de pintura, canto y guitarra clásica. A los 13 años ingresa a la Escuela Libre de Música Ernesto Ramos Antonini en Mayagüez donde estudia piano y forma parte de la sección de sopranos del Coro de Conciertos. Comenzó su carrera musical a los 16 años tocando covers en bares del oeste de Puerto Rico. En 2013 se traslada a Miami y estudia Administración de Empresas con concentración en Finanzas en la Universidad Atlántica de Florida, luego de lo cual cultiva su pasión por escribir canciones de manera más disciplinada.

## Carrera
En el 2017 debuta en el mundo de la música buscando una oportunidad con su sencillo Veneno  grabado en el afamado Criteria Studios en Miami, Florida y lanzado de manera independiente. De la mano del músico y productor Marthin Chan, exintegrante de la banda Volumen Cero, lanzó en el 2018 Ojos de Diamante, una canción sobre los dulces sentimientos al inicio de un romance. En el 2019 bajo el sello independiente Afonico Music y con distribución a través de Sony Music Latin, lanza su tercer sencillo titulado Destrúyeme, cuyo video musical debutó en Uforia de Univision. Posteriormente en el 2019 se presenta en el mercado indie y alternativo latinoamericano con su primer EP de cinco canciones también titulado Destrúyeme. En el mismo año es escogida para representar a Puerto Rico en el Festival Internacional de la Canción de Punta del Este, Uruguay con su canción “Ya No Pienses Más” llegando a la ronda semifinal del concurso. Como parte de su gira promocional en América del Sur, su espectáculo se traslada a La Plata, Argentina, para el Festival Nuevos Vientos 2019. Para el año 2020 es artista oficial del Festival SXSW.

## Influencias
En cuanto a los conjuntos y solistas que más han influido en la formación de su propio estilo musical se encuentran Gustavo Cerati, Alanis Morissette, No Doubt, Fleetwood Mac, The Beatles, León Larregui, Julieta Venegas, Shakira, Fiona Apple, Soda Stereo, Café Tacvba, Jorge Drexler y Luis Alberto Spinetta.

## Discografía

### Singles
- Veneno (2017)[6]
- Ojos de Diamante (2018)[7]
- Destrúyeme (2019)[8]

### EP
Destrúyeme (2019)
 
1. Ya No Pienses Más
 
2. Ojos De Diamante

3. Traerte Aquí

4. Destrúyeme

5. Mundo Extraño